# Бебето от Макон
„Бебето от Макон“ (на английски: The Baby of Mâcon) е филм от 1993 година на режисьора Питър Грийнауей по негов собствен сценарий.
В основата на сюжета е постановката на алегорична пиеса в средата на 17 век, която от своя страна разказва за раждането на дете след непорочно зачатие и неговата експлоатация от семейството му и от Църквата. Главните роли се изпълняват от Джулия Ормънд, Ралф Файнс, Филип Стоун.